# أدا دل قادين
أدا دل قادین هي زوجة السلطان العثماني عبد العزيز الأول. وُلدت في 1845 في ناحية أدلرسكي ‏، وتوفيت في 1875 في قصر طولمة باغجة.